# Single numer jeden w roku 2005 (Węgry)
2005 – siódmy rok, w którym było prowadzone zestawienie najlepiej sprzedających się singli na Węgrzech. Lista była tworzona na podstawie wyników sprzedażowych w sklepach.

## Historia notowania
| Data publikacji | Utwór                       | Wykonawca         | Źródło |
| --------------- | --------------------------- | ----------------- | ------ |
| 3 stycznia      | „A körben”                  | Zorán             | [ 2 ]  |
| 10 stycznia     | „A körben”                  | Zorán             | [ 3 ]  |
| 17 stycznia     | „A körben”                  | Zorán             | [ 4 ]  |
| 24 stycznia     | „A körben”                  | Zorán             | [ 5 ]  |
| 31 stycznia     | „A körben”                  | Zorán             | [ 6 ]  |
| 7 lutego        | „A körben”                  | Zorán             | [ 7 ]  |
| 14 lutego       | „A körben”                  | Zorán             | [ 8 ]  |
| 21 lutego       | „A körben”                  | Zorán             | [ 9 ]  |
| 28 lutego       | „A körben”                  | Zorán             | [ 10 ] |
| 7 marca         | „A körben”                  | Zorán             | [ 11 ] |
| 14 marca        | „Elment az én rózsám”       | Balkan Fanatik    | [ 12 ] |
| 21 marca        | „A körben”                  | Zorán             | [ 13 ] |
| 28 marca        | „A körben”                  | Zorán             | [ 14 ] |
| 4 kwietnia      | „A körben”                  | Zorán             | [ 15 ] |
| 11 kwietnia     | „A körben”                  | Zorán             | [ 16 ] |
| 18 kwietnia     | „A körben”                  | Zorán             | [ 17 ] |
| 25 kwietnia     | „A körben”                  | Zorán             | [ 18 ] |
| 2 maja          | „Égni kell”                 | Hard              | [ 19 ] |
| 9 maja          | „Égni kell”                 | Hard              | [ 20 ] |
| 16 maja         | „A szépség és a szörnyeteg” | musical           | [ 21 ] |
| 23 maja         | „Égni kell”                 | Hard              | [ 22 ] |
| 30 maja         | „A körben”                  | Zorán             | [ 23 ] |
| 6 czerwca       | „Égni kell”                 | Hard              | [ 24 ] |
| 13 czerwca      | „City of Blinding Lights”   | U2                | [ 25 ] |
| 20 czerwca      | „A körben”                  | Zorán             | [ 26 ] |
| 27 czerwca      | „A körben”                  | Zorán             | [ 27 ] |
| 4 lipca         | „A körben”                  | Zorán             | [ 28 ] |
| 11 lipca        | „The Siren”                 | Nightwish         | [ 29 ] |
| 18 lipca        | „Axel F”                    | Crazy Frog        | [ 30 ] |
| 25 lipca        | „Axel F”                    | Crazy Frog        | [ 31 ] |
| 1 sierpnia      | „Axel F”                    | Crazy Frog        | [ 32 ] |
| 8 sierpnia      | „Sosem vagy egyedül”        | Laci Gáspár       | [ 33 ] |
| 15 sierpnia     | „Sosem vagy egyedül”        | Laci Gáspár       | [ 34 ] |
| 22 sierpnia     | „Mindenki”                  | Náksi vs. Brunner | [ 35 ] |
| 29 sierpnia     | „Sosem vagy egyedül”        | Laci Gáspár       | [ 36 ] |
| 5 września      | „Adagio for Strings”        | Tiësto            | [ 37 ] |
| 12 września     | „Wings of a Butterfly”      | HIM               | [ 38 ] |
| 19 września     | „Adagio for Strings”        | Tiësto            | [ 39 ] |
| 26 września     | „Adagio for Strings”        | Tiësto            | [ 40 ] |
| 3 października  | „Precious”                  | Depeche Mode      | [ 41 ] |
| 10 października | „Precious”                  | Depeche Mode      | [ 42 ] |
| 17 października | „Precious”                  | Depeche Mode      | [ 43 ] |
| 24 października | „Precious”                  | Depeche Mode      | [ 44 ] |
| 31 października | „Precious”                  | Depeche Mode      | [ 45 ] |
| 7 listopada     | „Hung Up”                   | Madonna           | [ 46 ] |
| 14 listopada    | „Hung Up”                   | Madonna           | [ 47 ] |
| 21 listopada    | „Hung Up”                   | Madonna           | [ 48 ] |
| 28 listopada    | „A körben”                  | Zorán             | [ 49 ] |
| 5 grudnia       | „Hung Up”                   | Madonna           | [ 50 ] |
| 12 grudnia      | „A Pain That I’m Used To”   | Depeche Mode      | [ 51 ] |
| 19 grudnia      | „A körben”                  | Zorán             | [ 52 ] |
| 26 grudnia      | „Hung Up”                   | Madonna           | [ 53 ] |